# Kevin Brown (historien)
Pour les articles homonymes, voir Kevin Brown et Brown.
Kevin Brown (né en Angleterre en 1961) est un historien britannique de la médecine et directeur de musée.

## Biographie
Il est le directeur du Musée du laboratoire d'Alexander Fleming à Londres (Alexander Fleming Laboratory Museum), qu'il a fondé en 1993. Il est également directeur des archives de l'hôpital du St. Mary London (St. Mary's Hospital) dans le quartier de Paddington. Le Musée Fleming est situé dans ce même hôpital. Brown avait étudié l'histoire au Hertford College Oxford et à l'University College. Il est directeur du musée et archiviste en se spécialisant dans l'histoire de la médecine. Il était président de l'Association des Musées London Médecine et santé (London Museums of Health and Medicine) de 2001 à 2004. Dans l'histoire de la médecine, il a fait les lectures dans plusieurs des conférences Université du monde entier, y compris Rutgers University, le Johns Hopkins University Medical School, l'Université de Rome et de nombreuses Associations médicales internationales.
En publiant en Angleterre le livre Penicillin Man: Alexander Fleming and the Antibiotic Revolution (2004), il s'est imposé comme la principale autorité sur l'histoire de Fleming et la Pénicilline. Ce livre raconte l'histoire de la découverte de penicilline et la vie du savant qui l'a rendu possible, Alexander Fleming. Il a aussi écrit sur l'histoire de la syphilis, dans un ouvrage intitulé The Pox: The Life and Near Death of a Very Social Disease (2006) et une étude de la médecine civile et militaire en temps de guerre ,Fighting Fit: Health and Medecine War in the Twentieth Century (2008). Actuellement il travaille sur la production d'un livre sur l'histoire de la médecine maritime.